# Kondoma
Kondoma (ros. Кондома) – rzeka w azjatyckiej części Rosji. Przepływa przez obwód kemerowski. Źródła znajdują się na stokach Bijskiej Grzywy. Uchodzi do rzeki Tom nieopodal Nowokuźniecka.
Nad rzeką leżą miasta: Tasztagoł, Osinniki, Kałtan oraz osiedla Mundybasz i Kuziediejewo.
Dopływy: Mundybasz, Tiesz, Tielbies.